# Bauhaus (Nentershausen)
Bauhaus ist ein Ortsteil der Gemeinde Nentershausen im Landkreis Hersfeld-Rotenburg in Hessen.
Bauhaus liegt am Richelsdorfer Gebirge und ist von Wald umgeben. Es liegt südlich vom Hauptort. Durch den Ort verläuft die Landesstraße 3250.

## Geschichte
Erstmals urkundlich genannt wurde der Ort im Jahre 1337. Das Dorf wurde 1437 zur Wüstung. Erst 1929 wurde Bauhaus wieder besiedelt und ist somit der jüngste Ortsteil der Gemeinde. Grund für die Neubesiedlung war, dass gesetzlich festgelegt wurde, dass die sogenannten Gutsbezirke aufgelöst wurden. Bauhaus wurde durch die Gutsbezirke Bellers, Gunkelrode und Trottenwald sowie aus Teilen der Gemeinde Solz und Nentershausen gebildet. Bergleute siedelten trotzdem im ehemaligen Ortsbereich und bauten von 1460 bis 1708 Kupferschiefer ab, danach bis 1867 Kobalt und bis 1955 Schwerspat.
Im Zuge der hessischen Gebietsreform fusionierten die bis dahin selbständigen Gemeinden Bauhaus, Dens, Mönchhosbach, Nentershausen, Süß und Weißenhasel zum 31. Dezember 1971 zur neuen Großgemeinde Nentershausen. Für Bauhaus wurde ein Ortsbezirk mit Ortsbeirat und Ortsvorsteher nach der Hessischen Gemeindeordnung gebildet. Er umfasst das Gebiet der ehemaligen Gemeinde Bauhaus.

## Politik
Der Ortsbeirat besteht aus fünf Mitgliedern. Nach den Kommunalwahlen in Hessen 2021 kam kein Ortsbeirat zustande.

## Sonstiges
Im Ort gibt es eine ehemalige Schule, eine Kirche, ein Dorfgemeinschaftshaus, einen Bolzplatz und eine Turnhalle.
Für die unter Denkmalschutz stehenden Kunstdenkmäler des Ortes siehe die Liste der Kulturdenkmäler in Bauhaus.